# Chrysopa curdica
Chrysopa curdica is een insect uit de familie van de gaasvliegen (Chrysopidae), die tot de orde netvleugeligen (Neuroptera) behoort. 
Chrysopa curdica is voor het eerst wetenschappelijk beschreven door Hölzel in 1967.